# 22945 Schikowski
22945 Schikowski (1999 TY216) là một tiểu hành tinh vành đai chính được phát hiện ngày 15 tháng 10 năm 1999 bởi nhóm nghiên cứu tiểu hành tinh gần Trái Đất phòng thí nghiệm Lincoln ở Socorro. Nó được đặt theo tên Erin Schikowski who was a young student when she drew acclaim for ground-breaking work ngày Supramolecular assembly, a crucial component in the field thuộc genetic engineering. She was honored as a finalist in the 2007 Intel Science Talent Search.